# 韓國鐄
韓國鐄是出生於中國大陸福建的音樂家，1947年因父調職而遷至臺灣，對於民族音樂學有相當的研究。

## 早年生活與教育
韓國鐄，1936年2月19日出生於福建省廈門市，之後隨父赴臺，並於台灣成長。1960年，他擔任美國作曲家阿兰·霍夫哈奈斯的妻子在台灣旅行期間的翻譯，以及於1962年擔任作曲家盧·哈里森的翻譯。